# 포드 카
포드 카(Ford Ka)는 포드 유럽 지사가 생산하는 승용차이다. 원래는 도시형 자동차였으나, 현재는 슈퍼미니 자동차로 자리를 잡았다.

## 1세대

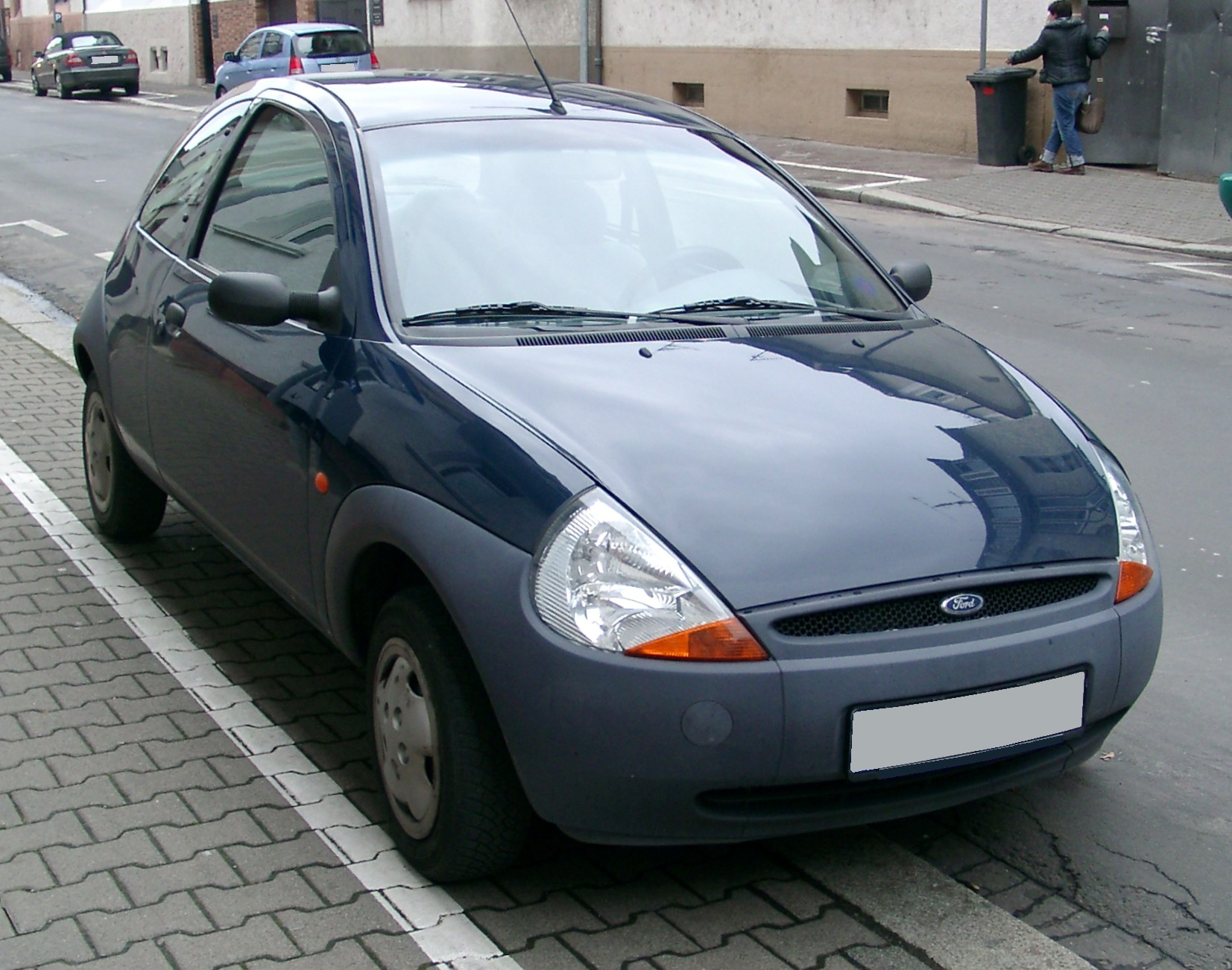
포드 카 정측면

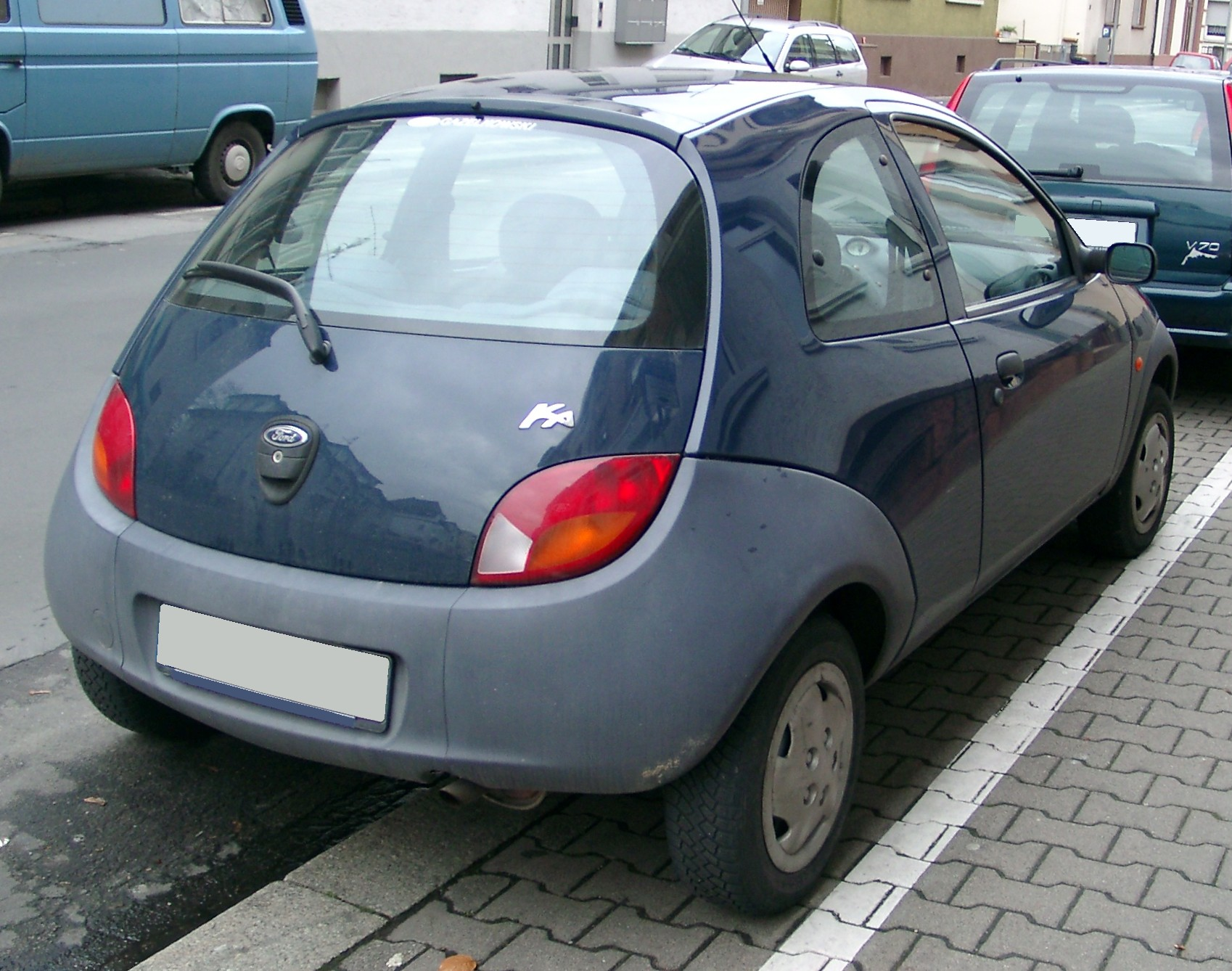
포드 카 후측면

1996년 9월 11일에 출시되었고, 그 해 10월 파리 모터쇼에서 전시되었다. 피에스타의 플랫폼을 활용해, 당시 포드가 제창한 뉴 엣지 디자인에 의한 참신한 차량 외부의 스타일링을 채용했다. 엔진은 1958년에 개발된 켄트 엔진을 35년 이상 걸쳐 개량한 구식 OHV 유닛 엔듀라 E 엔진의 1.3 리터 버전을 탑재하였다. 1997년에는 브라질에서 상베르나르두두캄푸에서 남아메리카 현지 생산이 개시되었는데, 유럽 사양과는 달리 비용 절감을 이유로 외관을 약간 다듬었고, 방음 기능이 감소되었다. 또한 1.6 리터 제텍 엔진이 탑재되었다. 2002년에는 SOHC 방식의 듀라 테크 엔진으로 교체되었다. 출시 초기에는 해치백과 화물 밴 사양만 있었지만, 2003년에 피닌파리나의 합작품이자 1.6리터 엔진을 탑재한 고성능 사양인 스포트카와 로드스터인 스트릿카가 추가되었다. 또한 3세대 피에스타가 대체되기 전까지 랠리 카로도 사용되었다. 유럽에서는 2008년 8월에 2세대가 출시되면서 단종되었으나, 남아메리카 사양은 2013년까지 연장 생산 및 판매되었다.

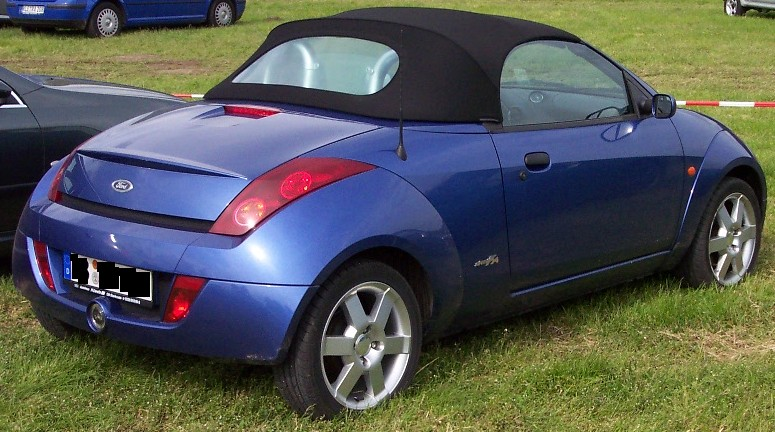
포드 스트릿카 후측면
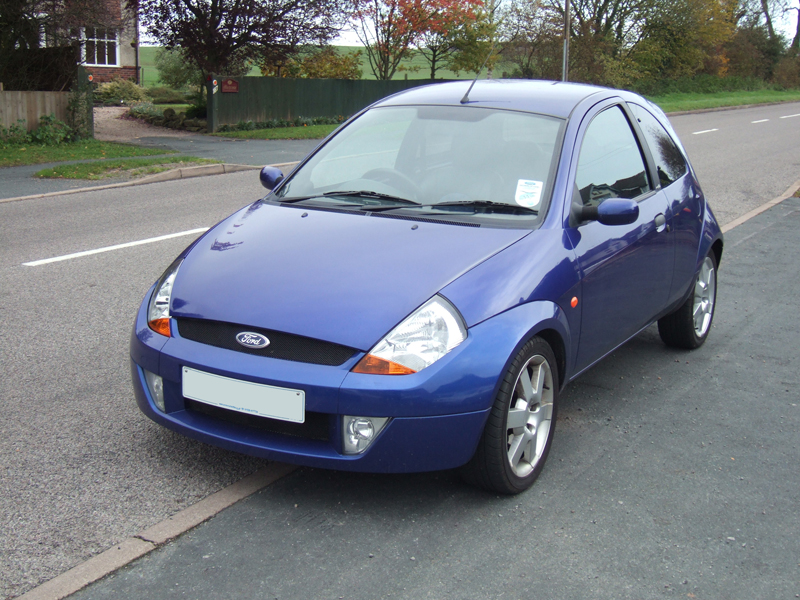
포드 스포트카 정측면

## 2세대

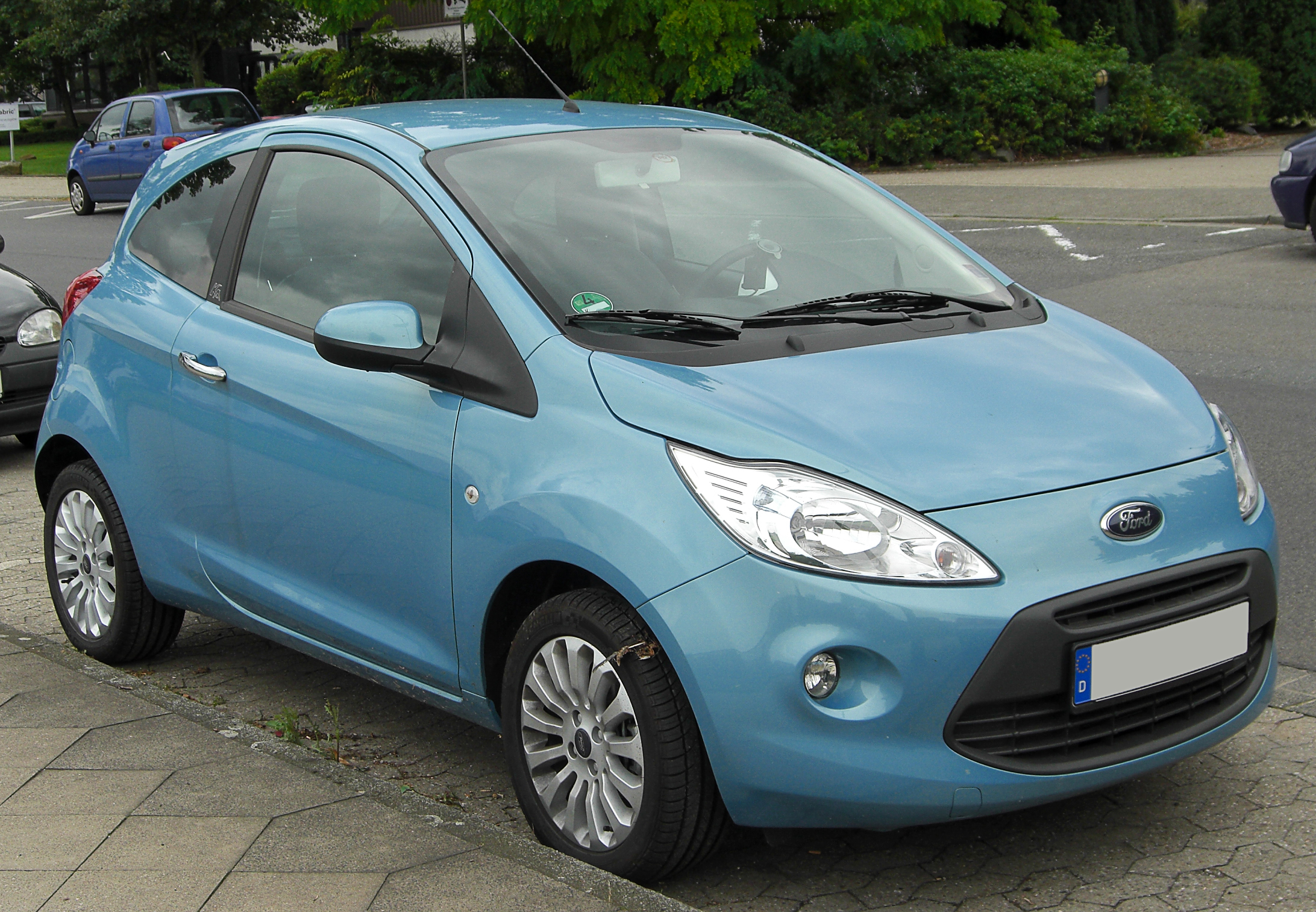
포드 카 정측면

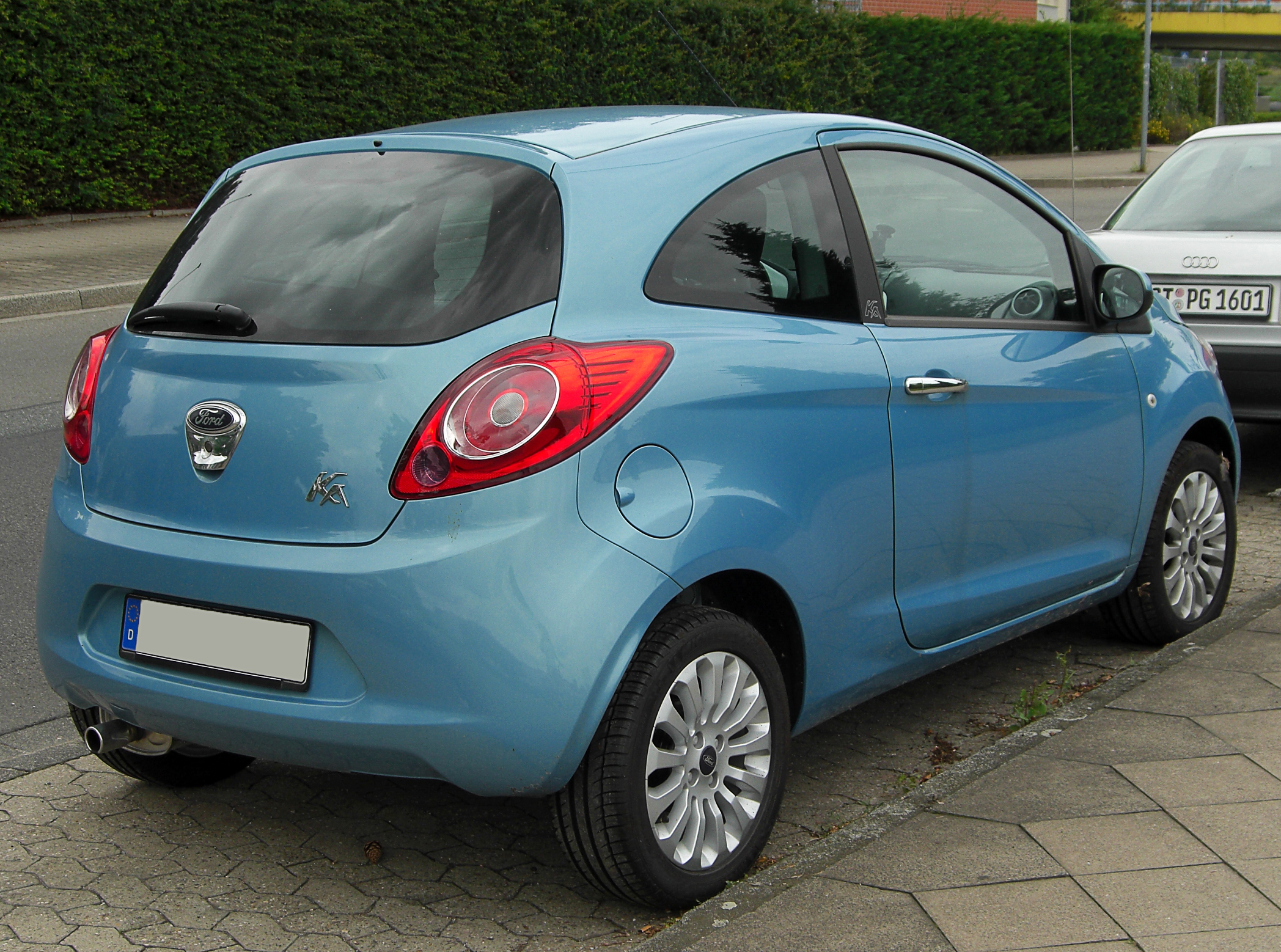
포드 카 후측면

2008년 7월 18일에 출시되었다. 피아트와 공동 개발하였으며, 비용 절감을 위해 대부분의 메커니즘과 외장의 일부 부품을 경쟁 차종인 피아트 500과 공유하였다. 또한 1세대에 있었던 로드스터와 화물 밴이 없어져 바디 타입은 해치백만 남았다. 엔진은 1.2L 가솔린과 1.3L 디젤이 제공되었으며, 피아트 500과 함께 폴란드 티히에 있는 공장에서 현지 생산되었다. 첩보 액션 영화 007 퀀텀 오브 솔러스에서 올가 쿠릴렌코가 운전했던 차량으로 등장하기도 했다. 2014년 7월에 3세대가 출시된 이후에도 계속 생산되다가 2016년 5월 20일에 단종되었다.

## 3세대
2014년 7월에 남아메리카 현지 전략 차종인 피고의 유럽 사양으로 출시되었는데, +(플러스)라는 서브 네임이 더해져 카+(카 플러스)가 되었다. 차체 크기가 소형차 수준으로 커졌다.

## 경쟁 차종
- 현대자동차 - i10
- 기아자동차 - 모닝
- 쉐보레 - 스파크
- 피아트 - 500, 판다
- 오펠 - 아담, 칼
- 스마트 - 포투
- 폭스바겐 - 업!
- 토요타 - iQ, 아이고